# Gabriel Mascaro
Gabriel Mascaro (Recife, 1983) è un regista brasiliano.

## Biografia
Ha conseguito una laurea in Comunicazione sociale presso l'Università federale di Pernambuco.
Nel 2008 ha girato il suo primo documentario, KFZ-1348, insieme a Marcelo Pedroso. L'opera ha ottenuto il Premio Speciale della Giuria alla 32a Mostra Internazionale di Cinema di San Paolo.
L'anno dopo è uscito il suo film Um Lugar ao Sol, che è stato proiettato in più di 30 festival internazionali.
Dopo aver girato altri documentari, nel 2016 ha diretto il film Boi Neon, protagonista l'attore Juliano Cazarré: la pellicola, che è stata presentata ai festival cinematografici di Toronto, Marrakesh e Venezia (dove è stata premiata) , ha anche ottenuto recensioni positive da parte dei media specializzati nordamericani (il New York Times ha inserito il lungometraggio tra i migliori dieci dell'anno). 
Nel 2025 ha vinto l'Orso d'Argento a Berlino col film O último azul. 